# 谷津氏猴鯊
谷津氏猴鯊（学名：Cryptocentrus yatsui），又名谷津氏絲鰕虎魚、臺灣絲鰕虎魚，为鰕虎科絲鰕虎魚屬下的一个种。

## 扩展阅读
- 維基物種上的相關：谷津氏猴鯊